# Otto Dress
Otto Dress, troligen född 1626 på Åkers styckebruk, död troligen 1697 i Stockholm, var en svensk bruksägare.
Otto Dress var son till Andry Dress. Vid faderns död 1651 övertog han förvaltningen av faderns bruksegendomar, varibland ingick Gyttorps, Hammarby, Vedevågs Fellingsbro med flera järnbruk. Otto Dress överflyttade senare verksamheten till Värmlands bergslag. Från 1659 innehade han Nykroppa järnbruk, som han betydligt utökade. 1668 var han tvungen att överlåta Kroppa bruk till Riksbanken på grund av skulder men fortsatte sin bruksdrift i Värmland och Västmanland där han uppförde bergsmanshyttor i Grythyttans socken. 1669 köpte han Åsjöhammars bruk i Karlskoga socken. På 1680-talet råkade han dock på nytt i ekonomiska svårigheter, och 1683 måste han avstå större delen av sin och hustruns förmögenhet åt sin främste fordringsägare, svågern Adam Radou. Dress författade 1687 avhandlingen Beskrifning om järn- och ståltillverkning m. m., en avhandling som trycktes först 1925. Verket innehåller beskrivningar av brukshanteringen och särskilt vapenmanufakturen i slutet av 1600-talet, men även beskrivningar av ekonomi, lantbruk och skogsskötsel.